# Loli Tormenta
Loli Tormenta es una película española dramática de 2023, dirigida por Agustí Villaronga y basada en la novela gráfica homónima de Mario Torrecillas y Núria Farré. La protagonizan Susi Sánchez, Joel Gálvez, Celso Bugallo, Mor Millán, Meteora Fontana y Fernando Esteso.
Fue la obra póstuma de su director Agustí Villaronga, que falleció dos meses antes del estreno de la película.

## Sinopsis
Lola, la moderna y caótica abuela de Edgar y Robert, se hizo cargo de ellos tras la muerte de su hija unos años atrás. Los tres viven en una modesta casa del extrarradio de Barcelona, y nada les hace sospechar que su tranquila vida está a punto de cambiar drásticamente. Lola ha entrado en un proceso avanzado de Alzheimer y los niños, que no están dispuestos a que les separen y acabar en un lugar de acogida, se harán cargo de ella con gran ingenio y desbordante fantasía, ocultando su enfermedad. Para ello tendrán que enfrentarse, al igual que Robert en sus competiciones de atletismo, a más de 3.000 obstáculos.

## Reparto
- Susi Sánchez como Loli
- Joel Gálvez como Robert
- Mor Millán como Edgar
- Maria Anglada Sellarés como Linet
- Fernando Esteso como Tío Ramón
- Celso Bugallo como Tomás
- Pepa Charro como Rossi
- Meteora Fontana como Pilar
- Anna Bertran como María Carbó

## Producción
En una entrevista con Europa Press, Mario Torrecillas, guionista del film y del cómic original, recordó el proceso de rodaje de Loli Tormenta, durante el cual Villaronga luchaba contra un cáncer avanzado. El guionista explicó que la película pasó por dos etapas: una primera parte "muy dulce" de escritura y una segunda parte "muy amarga" durante la realización, ya que el director, con la enfermedad muy avanzada, soportó jornadas de rodaje de hasta 12 horas a pesar de haber perdido su estómago y esófago. A pesar de su estado, Villaronga continuó trabajando en la película hasta el último momento, destacando que, incluso en sus últimos días, seguía pendiente de los detalles del proyecto. Torrecillas reveló que el cineasta terminó el montaje de la película solo dos semanas antes de su fallecimiento.
La actriz protagonista Susi Sánchez, Loli en la película, explicaba su experiencia durante el rodaje:

"Mi sensación es que no se quiso poner trascendental, sino mandar un mensaje de vida y de esperanza. Él sabía que era su última película". Lo mas llamativo es que no haya hecho un trabajo de creación de los que suele hacer, con una gran profundidad, esto es un cuento, una alegoría de la vida en forma de cómic, pero también una tragedia. En esta película se añade la vejez, y si lo piensas son los dos momentos de la vida más desasistidos que tenemos en esta sociedad, los mayores ya no servimos y los pequeños aún no sirven".
Susi Sánchez (Agencia Efe).

El propio Agustí Villaronga describió la película como: 

"Conmovedora, divertida, inspiradora y llena de luz. Su parte dramática queda sustentada en el humor, que sirve en todo momento como contrapeso y donde los niños impregnan el relato de inocencia y aventura. La historia se muestra como una goma elástica que se balancea por los diferentes estilos, mostrando las peripecias de una familia muy especial (y distinta), cuyo mayor objetivo y deseo es permanecer unida".
(RTVE).

## Premios y nominaciones
| Premio                   | Categoría       | Receptor(es)      | Resultado |
| ------------------------ | --------------- | ----------------- | --------- |
| XVI Premios Gaudí (2024) | Mejor dirección | Agustí Villaronga | Nominado  |